# Gomphus davidi
Gomphus davidi é uma espécie de libelinha da família Gomphidae.
Pode ser encontrada nos seguintes países: Israel, Jordânia, Líbano, Síria e Turquia.
Os seus habitats naturais são: pântanos, lagoas e canais e valas.
Está ameaçada por perda de habitat.